# Le Cocher
Pour plus de détails, voir Fiche technique et Distribution.
Le Cocher (درشکه‌چی, Doroshkechi) est un film iranien réalisé par Nosrat Karimi, sorti en 1971.

## Synopsis
Gholamali Khan, cocher, et Zinat Sadat étaient amoureux dans leur jeunesse mais ne sont pas mariés ensemble. Quelques années plus tard, après le décès de leur conjoint respectif, ils aimeraient pouvoir se marier.

## Fiche technique
Sauf indication contraire, les informations mentionnées dans cette section peuvent être confirmées par la base de données cinématographiques IMDb,  présente dans la section « Liens externes ».
- Titre original : درشکه‌چی, Doroshkechi
- Titre français : Le Cocher
- Réalisation : Nosrat Karimi
- Scénario : Nosratollah Karimi
- Photographie : Houshang Baharlou
- Montage : Sirus Jarahzade
- Musique : Mojtaba Mirzadeh
- Pays d'origine : Iran
- Format : Noir et blanc - 1,37:1 - Mono
- Genre : comédie dramatique
- Durée : 102 minutes
- Date de sortie : 1971

## Distribution
- Shahla Riahi : Zinat Sadat
- Nosrat Karimi : Gholamali Khan
- Masud Asadollahi : Morteza, le fils de Zinat Sadat
- Hamedeh Hamedi : Poori, la fille de Gholamali Khan
- Babak Karimi : Hassan